# Amy (comune francese)
Amy è un comune francese di 387 abitanti situato nel dipartimento dell'Oise della regione dell'Alta Francia.
Nel bois de Crapeaumesnil, sito nel territorio del comune, nasce il fiume Avre, affluente della Somme.

## Società

### Evoluzione demografica
Abitanti censiti